# Cappellari Glacier
Cappellari Glacier är en glaciär i Antarktis. Den ligger i Västantarktis. Nya Zeeland gör anspråk på området. Cappellari Glacier ligger 918 meter över havet.
Terrängen runt Cappellari Glacier är varierad. Trakten är obefolkad. Det finns inga samhällen i närheten. 